# Черниговский академический народный хор
Черниговский академический народный хор — художественный коллектив при Черниговской филармонии. Основан в 1984 году заслуженным деятелем искусств Украины Петром Николаевичем Процько. Коллектив получил награды фестивалей «Певческое поле» (г. Хмельницкий), «Международные песнопения Адвента» (г. Вена), «Днепровские голоса» (г. Дубровно, Беларусь).

## История
Черниговский украинский народный хор был создан в 1984 году. Организатором и художественным руководителем коллектива стал заслуженный деятель искусств Украины Петр Николаевич Процько, который родился на Черниговщине. В состав хоровой, танцевальной и оркестровой групп отбирались люди непосредственно ранее работающие в данной сфере.
Первое выступление молодого черниговского коллектива, который состоялся осенью 1985 года в г. Киеве, достал одобрительной оценки ведущих специалистов области и Украины и был высоко оценен зрителями.
За короткий период времени с 1986 по 1989 год Черниговский народный хор под руководством заслуженного артиста Украины Анатолия Иванова и заслуженного деятеля искусств Украины Александра Стадника стал дипломантом фестиваля «Певческое поле» в г. Хмельницком. Гастролируя по городам Полтава, Житомир, Киев, Львов, коллектив продемонстрировал разнообразную программу и свои творческие возможности. В репертуаре звучали произведения Г. Веревки, А. Веревки, А. Авдиевского, А. Пашкевича, И. Слякоти, И. Бидака, П. Процько, М. Дацика, А. Стадника и других известных композиторов Украины.
В октябре 1989 года в Черниговский народный хор художественным руководителем пригласили народного артиста Украины, композитора А. М. Пашкевича.
В 1990-1991 годах состоялись длительные гастроли по городам и селам всех регионов Украины. Начиная с 1992 года и по 1998 год Черниговский народный хор активно гастролировал за рубежом, где пропагандировал украинскую народную песню, поддерживая очаги украинской диаспоры в Бельгии, Нидерландах, Германии, Австрии, России.
В 1997 году вместе с немецким предпринимателем Германом Пфайфером и композитором, художественным руководителем хора Анатолием Пашкевичем состоялись концертные премьеры опер «Блудный сын» и «Єйдерман». Эта же концертная программа звучала в Чернигове и Киеве.
С 2003 года народный хор один из главных участников на международном празднике «Дружба» в г. Сеньковка, почетный гость и участник Всеукраинского литературно-художественного праздника «Седневская осень», областного казачьего праздника в г. Батурин, дипломант международного праздника литературы и искусств «Лесины источники» (2004 г.). В 2005 году коллектив был приглашен для участия в праздновании 192 годовщины со дня рождения Т. Г. Шевченко в Москве. В 2006 году стал лауреатом премии. «Украинская осень» в г. Гомель (Белоруссия), принимал участие во Всеукраинском фестивале кобзарского искусства «Вересаеве праздник». В 2008 году стал дипломантом международного фестиваля «Днепровские голоса» в г. Дубровно (Белоруссия).
В данный момент Черниговский народный хор находится в активном творческом процессе. Выступает в школах, училищах и высших учебных заведениях городов. Проводит многочисленные благотворительные концерты, выступает с поддержкой ветеранов Чернобыля и пожилых людей.
Концерты народного хора транслировались по областным радио и телевидению, на первом национальном телеканале. О работе коллектива неоднократно писали всеукраинские газеты "Советская Украина», «Сельские вести», «Урядовый курьер», областные издания «Деснянская правда», «Гарт», «Черниговский вестник», «Черниговская неделя», «Семейная газета», Нежинская газета «Вести» и периодическое издание Меммингена (Германия) "Memminger Zeitung".

## Художественные руководители
- Процько Пётр Николаевич[укр.] (1984—1986)
- Иванов Анатолий Иосифович (1984—1989)
- Пашкевич Анатолий Максимович[укр.] (1989—2005)
- Коцур Владимир Васильевич (с 2005)